# Hopea glabrifolia
Hopea glabrifolia là loài thực vật họ Dầu. Nó là loài đặc hữu của Papua New Guinea.